# Twisted Sister
Twisted Sister – amerykański rockowy zespół powstały w Nowym Jorku, znany z humorystycznych teledysków często emitowanych w MTV w latach 80. Grupę założył gitarzysta Jay Jay French, natomiast wszystkie piosenki formacji zostały napisane przez wokalistę Dee Snidera. W swojej muzyce połączyli elementy teatralnego shock rocka spod znaku Alice’a Coopera, glamowy styl takich zespołów jak New York Dolls i zastosowanie makijażu na wzór grupy KISS.
Największe przeboje zespołu to We’re Not Gonna Take It i I Wanna Rock. Główne tematy ich utworów to konflikty pomiędzy rodzicami i dziećmi oraz krytyka systemu edukacyjnego w szkołach. Image Twisted Sister był bardzo glamowy.
W 2016 roku zespół został rozwiązany.

## Historia

### Wczesne dni

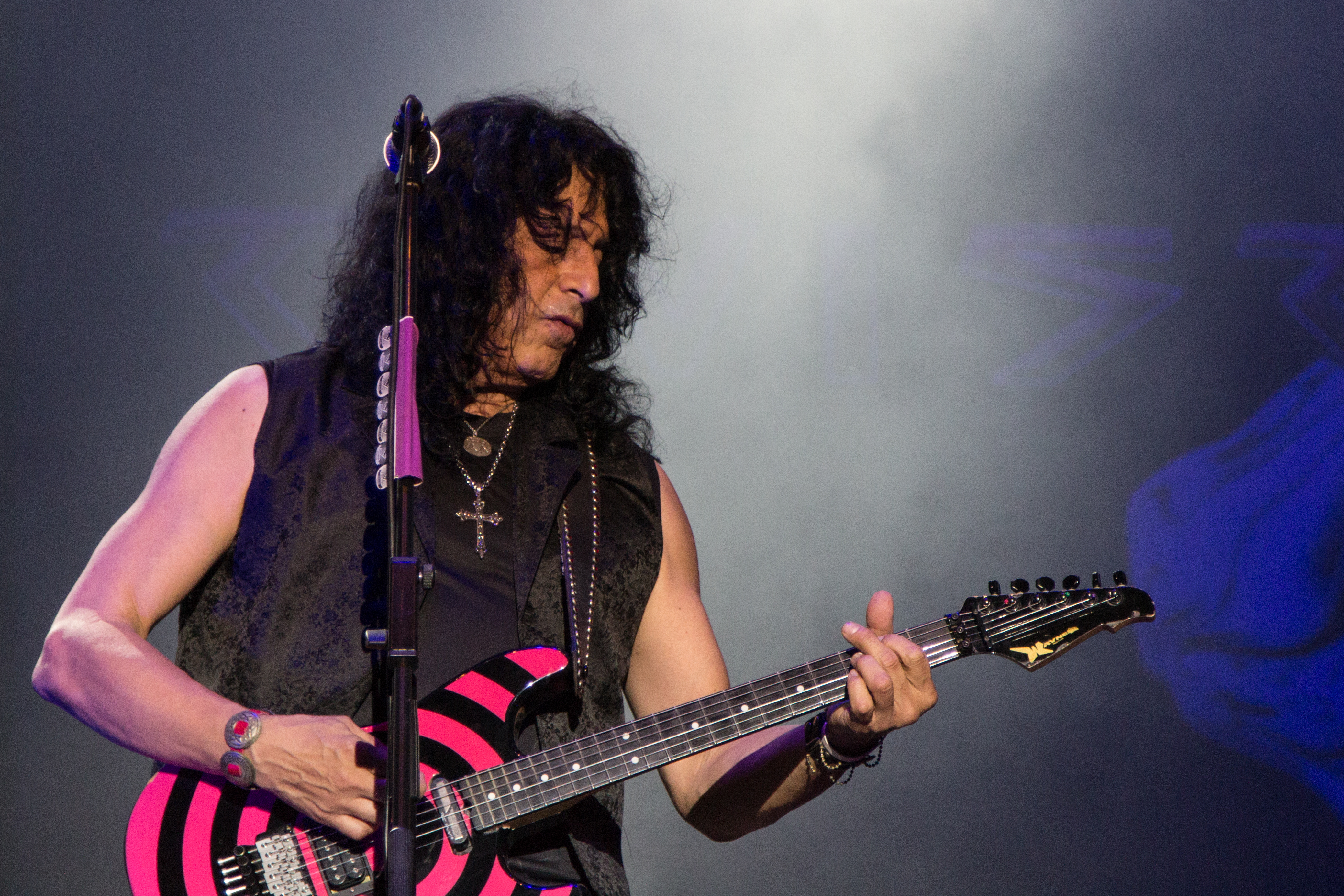
Eddie „Fingers” Ojeda, 2014

Twisted Sister powstało, gdy Jay Jay French dołączył do zespołu Silverstar (uformowanego w 1972 roku) 14 lutego 1973 roku, jako gitarzysta. Grał on wcześniej w kilku lokalnych kapelach i był też na przesłuchaniu do grupy Wicked Lester, która potem miała przekształcić się w KISS. W tym czasie, używał pseudonimu scenicznego Johnny Heartbreaker. Niedługo zespół zmienił nazwę na Twisted Sister na wniosek wokalisty zespołu Michaela Valentine’a. Po odejściu Valentine’a oraz innego gitarzysty Billy’ego Diamonda, Jay Jay wziął na siebie również partie śpiewane.
W 1975 roku Eddie „Fingers” Ojeda, dawny przyjaciel Frencha ze szkoły, dołączył do zespołu, jako wokalista i drugi gitarzysta. Wcześniej występował z nowojorską grupą SPV.
Razem z Kennym Neillem (właściwie Kennethem Harrisson-Neillem) na basie i Kevinem Johnem Grace’em, który zastąpił Mella „Starra” Andersona na perkusji. Zespół obrał kierunek glamrockowy, inspirowany dokonaniami taki artystów, jak: David Bowie, Mott The Hoople, Humble Pie czy New York Dolls. Twisted Sister grało w lokalnych klubach, bez większych sukcesów, aż do 1976 roku.

### Klubowe czasy

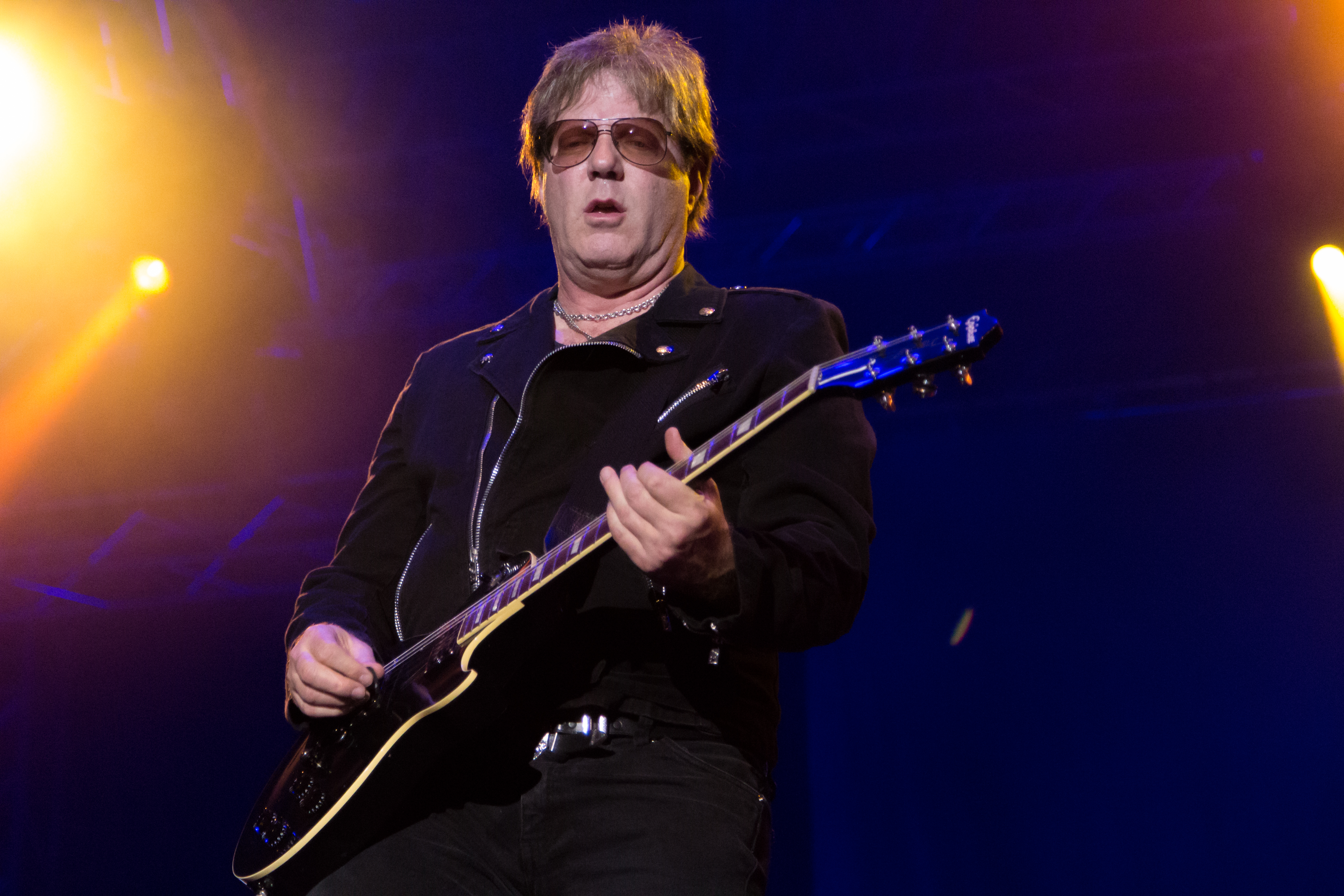
Jay Jay French, 2014

Dee Snider dołączył do zespołu, jako wokalista w 1976 roku i wniósł do zespołu swoje silne inspiracje takimi zespołami jak: AC/DC, Led Zeppelin, Black Sabbath, czy Alice Cooper. Po zastąpieniu Kevina Johna Grace’a przez Tony’ego Petri na perkusji, grupa zaczęła grać cięższą muzykę, wciąż zachowując swój glamowy image. Wówczas Dee zajął się pisaniem piosenek, co robił już do końca kariery Twisted Sister.
Mimo że w tym czasie muzyka glamrockowa stawała się coraz mniej popularna, to ogromna charyzma wokalisty i jego duże zdolności, jako frontmana pozwoliły grupie osiągnąć znaczący lokalny sukces. W tamtym czasie występowali oni też w dużych halach na obszarze tri-state area oraz zyskali sobie grupę fanów, zwaną Sick Mother Fucking Friends Of Twisted Sister, w skrócie S.M.F.
Z drugiej strony jednak, żadna wytwórnia nie była zainteresowana zespołem. Dlatego grupa nagrała swojego pierwszego singla „I’ll Never Grow Up Now” / „Under the Blade” w 1979 roku pod własnym szyldem Twisted Sister Records, a zaraz potem kolejnego „Bad Boys (Of Rock & Roll)” / „Lady’s Boy” w 1980. Oba nagrania zostały wyprodukowane przez słynnego Eddiego Kramera.
W tym czasie, zespół przechodził kolejne zmiany personalne. 31 października 1978 roku Kenny Neill odszedł z Twisted Sister i nawrócił się na wiarę chrześcijańską. Został on zastąpiony przez dotychczasowego członka ekipy technicznej i przyjaciela zespołu, dawnego basistę grupy The Dictators – Marka „The Animala” Mendozę (ur. 3 lipca 1956). W grudniu 1980 roku Tony Petri odszedł do zespołu Plasmatics, a jego miejsce zajął na krótko Ritchie Teeter (wcześniej w The Dictators; o ironio, on sam był zastąpiony przez Mella Andersona), zaś w kwietniu 1981 roku wymienił go Joey „Fast” Brighton, aż w końcu w zespole pojawił się A.J. Pero z lokalnego zespołu Cities.
Właśnie ten skład (Dee Snider, Jay Jay French, Eddie Ojeda, Mark Mendoza i A.J. Pero) jest uważany za „klasyczny skład” grupy, który nagrał 4 studyjne albumy i zagrał tysiące koncertów na całym świecie.
Za namową dwóch reporterów z pism Sounds i Kerrang!, będących pod wrażeniem występów Twisted Sister, zespół wyruszył do Wielkiej Brytanii w poszukiwaniu koncernu płytowego, który by się nimi zaopiekował. Tu wreszcie, w kwietniu 1982 roku, podpisali kontrakt z małą brytyjską wytwórnią Secret Records, która w tamtym czasie była wylęgarnią punkowych kapel.

### Droga do sławy

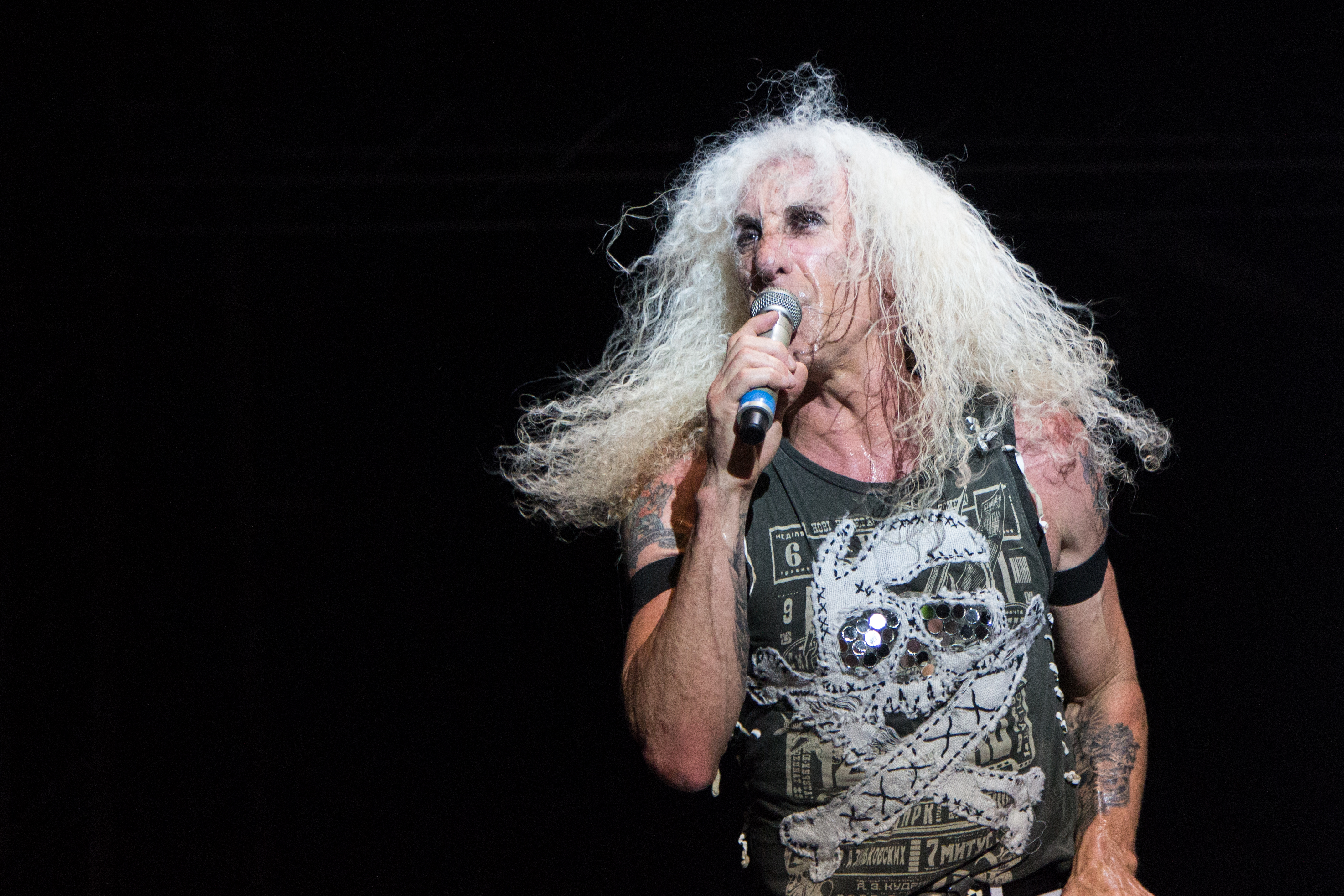
Dee Snider, 2014

W czerwcu 1982 roku, niedługo przed wydaniem pierwszego longplaya Under The Blade zespół nagrał swoją pierwszą E.P.-kę Ruff Cuts. Oba wydawnictwa zostały wyprodukowane przez Pete’a Waya z UFO pod szyldem Secret Records. Pomimo słabej jakości produkcji (to była pierwsza próba Pete’a Waya jako producenta), album stał się niespodziewanym, undergroundowym hitem w Wielkiej Brytanii, a grupa zaczęła otwierać koncerty takich zespołów, jak Motörhead. Płytę cechowało surowe, metalowe brzmienie. Zawiera ona utwór „Tear It Loose”, bardzo szybki speed metalowy kawałek, w którym solówkę zagrał Eddie „Fast” Clarke z Motörhead.
Secret Records splajtowało, tuż przed tym, jak Dee napisał przyszły wielki hit zespołu „We're Not Gonna Take It”, z zamiarem wydania go na singlu.
Po pojawieniu się formacji w telewizyjnym programie muzycznym The Tube, wytwórnia Atlantic Records skontaktowała się z zespołem i ostatecznie podpisała kontrakt z Twisted Sister. Jak na ironię, to była jedna z tych wytwórni, która odrzuciła ich propozycję kilka lat wcześniej.
Mniej więcej w tym czasie, zespół z premedytacją zastąpił dotychczasowy bardzo damski glamowy image i makijaż, przesadnym, groteskowym wyglądem, co odróżniało grupę od innych glammetalowych zespołów w tamtych czasach.
Pierwszy album pod szyldem Atlantic Records nazywał się You Can't Stop Rock'n'Roll. Został wyprodukowany przez Stuarta Eppsa i nagrany w 1983 roku. Zawierał on utwór „I am (I’m me)”, który stał się hitem w Wielkiej Brytanii, dochodząc aż do 19 miejsca na liście Billboardu. Na fali sukcesu płyty, wytwórnia zdecydowała zająć się promocją zespołu.
Ten album brzmiał lepiej (z punktu widzenia produkcji), ale równie ciężko, jak jego poprzednik. Ze względu na swój image Twisted Sister było uznawane za dziwnie wyglądającą heavymetalową kapelę. Ich image właściwy był stricte glammetalowym grupom, jednak sama muzyka Twisted Sister była bliższa heavymetalowym zespołom w skórach i łańcuchach.

### Na szczycie
Do tytułowego utworu „You Can’t Stop Rock N’ Roll” został nakręcony zabawny teledysk, który był pierwszym z całej serii komediowych klipów, z których grupa słynęła.
Międzynarodowa sława dla zespołu przyszła w momencie wydania trzeciego longplaya Stay Hungry w 1984 roku. Przy pomocy dwóch hitowych teledysków „I Wanna Rock” i szczególnie „We're Not Gonna Take It” (numer 21 w USA, piosenkę tę Snider pisał przez 3 lata), które stale puszczano w MTV, album sprzedał się w ilości ponad 2 milionów kopii (do lata 1985 roku), a w późniejszych latach liczba doszła do ponad 3 milionów. Do dziś wynik ten uznawany jest za największy sukces formacji, a płyta Stay Hungry uważana jest za klasyczną pozycję w kręgach fanów heavy metalu. Podczas bardzo udanej trasy promującej albumu, Twisted Sister było supportowane przez początkujący wówczas zespół Metallica.
Mimo że grupa była przedstawiona w konwencji komediowej, stała się obiektem ataków ze strony organizacji konserwatywnych. Głównie ze względu na ukazywanie w teledyskach przemocy w stosunku do rodziców i nauczycieli. Grupa została oskarżona przez PMRC (Rodzicielskie Centrum Odnowy Muzyki) w 1985 roku. Dwa utwory Twisted Sister „Under The Blade” i „We’re Not Gonna Take It” były specjalnie omawiane podczas obrad Senatu. Dee Snider był jednym z niewielu muzyków, którzy zeznawali przed Kongresem Stanów Zjednoczonych. Było to 19 września 1985 roku.
Brzmienie Stay Hungry było trochę bardziej komercyjne, niż dwóch poprzednich wydawnictw (być może za sprawą producenta Toma Wermana), jednak nie zabrakło tutaj heavymetalowych kawałków, jak np. tytułowy numer, czy „Burn In Hell”.

### Spadek popularności
Czwarty album zespołu Come Out And Play (1985), wyprodukowany przez Dietera Derksa, nie odniósł takiego sukcesu jak jego poprzednik, mimo że zdobył status złotej płyty i sprzedał się w ilości 500 000 kopii. Była to jedna z pierwszych płyt CD, która weszła w obieg. Niewypałem okazał się teledysk „Be Chrool To Your Scuel”, który został zakazany w MTV, z powodu jego szokującej, bądź dla niektórych, wręcz obrzydliwej formy, W nagraniu piosenki wzięli udział goście, jak np. Alice Cooper (pojawił się również w teledysku), Brian Setzer, Billy Joel i wielu innych.
Niemniej jednak trasa promująca album okazała się fiaskiem, z powodu odwołania kilku występów oraz słabej frekwencji na koncertach. Ponowne zmiksowanie i wydanie albumu Under The Blade przez wytwórnię Atlantic nie pomogło grupie odzyskać popularności.
Po zakończeniu trasy, A.J. Pero opuścił zespół, aby reaktywować Cities. Został zastąpiony przez dawniego perkusistę zespołu Good Rats (w którym grał też Bruce Kulick z KISS), Joeya „Sevena” Franco. Jego pseudonim „Seven” („Siedem”) podkreślał fakt, iż Joey był siódmym perkusistą Twisted Sister.
W 1987 roku Dee Snider zdecydował się stworzyć swój własny solowy projekt i podobno zaangażował do niego przyszłego gitarzystę Iron Maiden Janicka Gersa, jednak nic z tego nie wyszło. Wokalista nagrał album z zaprogramowaną przez Joeya Franco elektroniczną maszyną perkusyjną i z kilkoma muzykami sesyjnymi, takimi jak np. Reb Beach (gitara). Atlantic odmówiło jego wydania, jeśli nie będzie sygnowany nazwą Twisted Sister, tak więc Love Is For Suckers wyszło jako kolejna płyta Twisted Sister. Mimo iż członkowie zespołu nie brali udziału w sesjach nagraniowych, to cały jego skład został wymieniony we wkładce płyty, wprowadzając słuchaczy w błąd. Skład, który nagrał ten materiał, zagrał tylko kilka piosenek z tego albumu na koncertach.
Płytę cechowało bardzo glammetalowe brzmienie, gdyż tym razem za produkcję odpowiadał Beau Hill. W tym czasie zespół zrezygnował ze stosowania makijażu, który był jak dotąd nieodłącznym elementem występów Twisted Sister.
Komercyjnie, płyta okazała się kompletną klapą. Niecałe dwa miesiące po wydaniu albumu, 12 października 1987 roku Dee opuścił grupę, wytwórnia zerwała kontrakt z zespołem i Twisted Sister przestało istnieć. Publiczne oświadczenie o końcu zespołu opublikowano w 1988 roku.

### Czas rozłąki
Po rozpadzie grupy, jej dawni członkowie angażowali się w różne projekty:
- Dee Snider utworzył zespoły Desperado, Widowmaker i SMFs. Wystąpił również w filmie „Strangeland”, którego był scenarzystą i producentem.
- Eddie Ojeda najpierw dołączył do Scarecrow, a potem stworzył zespół Prisoners of War. Obydwa projekty nie odniosły żadnego sukcesu. Pracował też jako gitarzysta sesyjny i był nauczycielem gry na gitarze.
- Jay Jay French przestał aktywnie muzykować, ograniczając się jedynie do sporadycznych gościnnych występów. Założył French Management i jest menedżerem alternatywno – metalowego zespołu Sevendust.
- Mark Mendoza na krótko zasilił szeregi Blackfoot. Później pracował jako producent i menedżer. Czasami też tworzył własne, solowe projekty.
- A.J. Pero angażował się w kilka różnych projektów, a później koncertował z grupą Snidera – SMFs.
- Joey Franco pracował jako perkusista sesyjny i grał w innym zespole Snidera – Widowmaker.

Tymczasem w 1992 roku Atlantic Records wprowadziło na rynek składankę największych przebojów zespołu pt. Big Hits and Nasty Cuts, która zawierała też kilka piosenek w wersji live, jeszcze z ery Under The Blade. Album koncertowy z czasów Stay Hungry, nazwany Live At Hammersmith, został wydany w 1994 roku przez Spitfire Records.

### Powrót
Klasyczny skład (Snider, Ojeda, French, Mendoza i Pero) zebrał się w 1997 roku, aby wznowić swoje wydawnictwa z dodanymi wcześniej nie nagranymi kawałkami i odtąd grupa okazjonalnie występowała. W 1998 zespół nagrał utwór na ścieżkę dźwiękową filmu w reżyserii Dee Snidera – Strangeland. Mimo że Mark Mendoza nie był zaangażowany w te projekty, jako muzyk, to często był obecny w fazie produkcji.
W 1999, został wydany Club Daze Volume 1, The Studio Sessions, album zawierający nagrania demo z czasów jeszcze przed nagraniem pierwszej płyty. Ukazała się także druga część w wersji live, Club Daze Volume 2, Live In The Bars z 2001. Obydwie płyty wyszły pod szyldem Spitfire Records.
W 2001 roku, pod nazwą Twisted Forever – A Tribute To The Legendary Twisted Sister został wydany przez Koch Records, album w hołdzie Twisted Sister. Na płycie wystąpił szeroki wachlarz artystów i zespołów niegdyś zainspirowanych przez Twisted Sister, jak np. Lit, Motörhead, Chuck D, Anthrax, Overkill, Cradle of Filth, Joan Jett, Sebastian Bach czy Hammerfall. Na albumie znalazł się cover piosenki AC/DC „Sin City” w wykonaniu Twisted Sister.
W listopadzie 2001 roku przywrócone do życia Twisted Sister wystąpiło u boku znakomitości nowojorskiej sceny metalowej, takich jak Anthrax, Overkill, Sebastian Bach, czy Ace Frehley i było główną gwiazdą benefisowego koncertu dla fundacji „NYPD” i „FDNY Widows and Orphans Fund”, pomagających rodzinom ofiar ataku na World Trade Center z 11 września 2001. „NY Steel” zebrało ponad 100 000 dolarów na cele charytatywne, a reakcja na pierwszy od 14 lat występ zespołu była fantastyczna. Fani natychmiastowo zażądali kolejnych koncertów, więc zespół podjął pierwsze kroki w stronę powrotu na scenę.
W 2002, ukazał się zremasterowany „Best of” nazwany Essentials, którzy fani uznali za lepszą kompilację, niż wcześniejsze wydawnictwo Atlantic Records.
W 2003 roku, grupa wydała na CD, ponownie swoje wszystkie albumy studyjne (z dodanymi bonusami), oprócz Stay Hungry, znów pod szyldem Spitfire Records.
Już oficjalnie Twisted Sister wystąpiło na Sweden Rock Festival w czerwcu 2003, tym razem z Markiem Mendozą, a niedługo potem, w sierpniu tego samego roku zespół pojawił się na Wacken Open Air Festival. Występy te zostały sfilmowane i wydane na DVD.
W marcu 2004, grupa weszła do studia, aby od nowa nagrać i wydać album Stay Hungry, pod szyldem Detonator Records. Album wyszedł pod nazwą Still Hungry i zawierał 7 bonusów. Członkowie zespołu tłumaczyli, że nie byli zadowoleni z oryginalnej produkcji albumu, więc tym razem sami się tym zajęli.
Zespół jest wciąż jest aktywny i sporadycznie organizuje małe trasy po całym świecie (oczywiście gra w pełnym makijażu). Przed każdą mini-trasą, Twisted Sister grają koncerty pod szyldem Bent Brother, kiedy to ćwiczą swój set i grają bez make-upu, przeważnie po przecenionych cenach biletów.
W lipcu 2005 roku grupa zagrała darmowy koncert w Edmonton na Klondike Days.
W tym samym roku Dee Snider pojawił się na tribute-albumie poświęconemu Iron Maiden, gdzie zaśpiewał klasyk Maiden, Wasted Years. Płyta nazywała się Numbers From The Beast. Dee wspomogli: George Lynch (ex-Dokken) i Bob Kulick. Również w 2005 roku zespół wydał swój występ z Wacken (z 2003 roku) na CD i DVD pod nazwą „Live At Wacken”.

## Muzycy
Ostatni skład zespołu

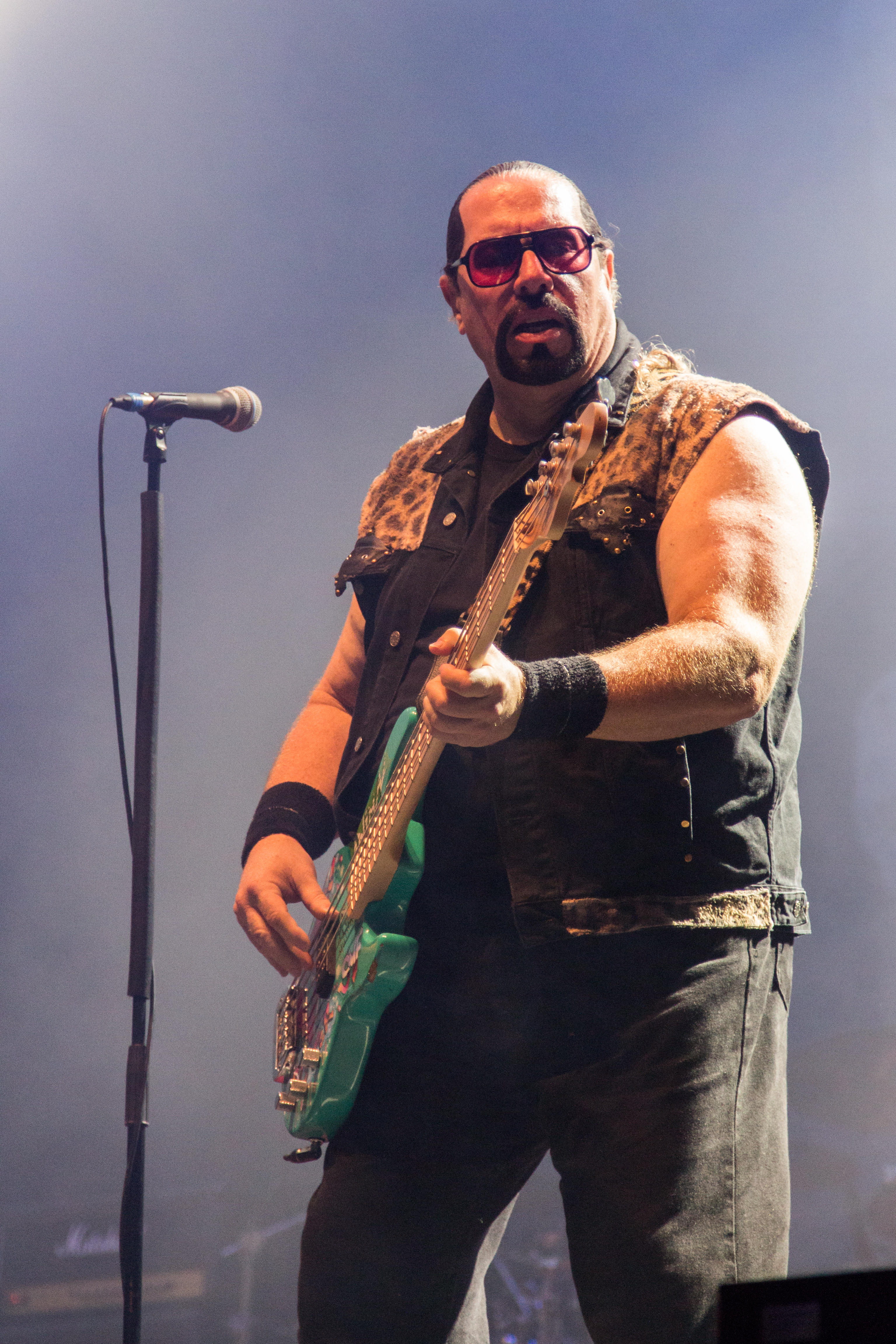
Mark „The Animal” Mendoza, 2014

- Jay Jay French – gitara rytmiczna, gitara prowadząca, wokal wspierający (1972–1987, 1988, 1997, 2001, 2002, 2003–2016)
- Eddie „Fingers” Ojeda – gitara rytmiczna, gitara prowadząca, wokal wspierający (1975–1987, 1988, 1997, 2001, 2002, 2003–2016)
- Dee Snider – wokal prowadzący (1976–1987, 1988, 1997, 2001, 2002, 2003–2016)
- Mark „The Animal” Mendoza – gitara basowa, wokal wspierający (1978–1987, 1988, 1997, 2001, 2002, 2003–2016)

Muzycy koncertowi
- Mike Portnoy – perkusja (2015–2016)

Byli członkowie zespołu
- Kenny Neill – gitara basowa (1973-1978)
- Mel „Starr” Anderson – perkusja (1973-1975)
- Michael „Valentine” O’Neill – wokal prowadzący (1973-1974)
- Billy Stiger – gitara rytmiczna, gitara prowadząca (1973-1974)
- Keith „Angel” Angelino – gitara rytmiczna, gitara prowadząca (1975)
- Frank Karuba – wokal prowadzący (1975)
- Kevin John Grace – perkusja (1975-1976)
- Tony Petri – perkusja (1976-1980)
- Ritchie Teeter (zmarły) – perkusja (1980-1981)
- „Fast” Joey Brighton (zmarły) – perkusja (1981-1982)[4]
- Walt Woodward III (zmarły) – perkusja (1982; died 2010)
- A.J. Pero (zmarły) – perkusja, wokal wspierający (1982–1986, 1997, 2001, 2002, 2003–2015)
- Joey „Seven” Franco – perkusja (1986-1987, 1988)

Oś czasu

## Dyskografia

### Albumy
- Under the Blade – 1982
- You Can't Stop Rock'n'Roll – 1983
- Stay Hungry – 1984
- Come Out and Play – 1985
- Love Is For Suckers – 1987
- Big Hits & Nasty Cuts – 1992
- Live At Hammersmith – 1994
- Club Daze Volume 1: The Studio Sessions – 1999
- Club Daze Volume 2: Live In The Bars – 2001
- The Essentials – 2002
- Still Hungry – 2004
- A Twisted Christmas – 2006

### 12" minialbumy
- Ruff Cuts – 1982
- I Am (I’m Me) – 1983
- The Kids Are Back – 1983
- You Can’t Stop Rock’n’Roll – 1983
- We’re Not Gonna Take It – 1984
- I Wanna Rock – 1984
- Leader Of The Pack – 1985
- You Want What We Got 1986

### 7" single
- „I’ll Never Grow Up, Now!” / „Under The Blade” – 1979
- „Bad Boys (Of Rock N’ Roll)” / Lady’s Boy” – 1980
- „I Am (I’m Me)” / „Sin After Sin (Live)” – 1983
- „The Kids Are Back” / „Shoot 'Em Down (Live)” – 1983
- „You Can’t Stop Rock’n’Roll” / „Let The Good Times Roll/Feel So Fine” (Live) – 1983
- „We’re Not Gonna Take It” / „The Kids Are Back” (Live) – 1984
- „We’re Not Gonna Take It” / „You Can’t Stop Rock’n’Roll” – 1984
- „I Wanna Rock” / „Burn In Hell” (Live) – 1984
- „I Wanna Rock” / „The Kids Are Back” 1984
- „The Price” / „S.M.F.” 1985
- „Leader Of The Pack” / „I Wanna Rock” 1985
- „Leader Of The Pack” / „I Wanna Rock” (Video Introduction) 1985
- „King Of The Fools” (Edit) / „Come Out and Play” 1985
- „Be Chrool To Your Scuel” / „Stay Hungry” 1986
- „You Want What We Got” / „Shoot 'Em Down” 1986
- „You Want What We Got” / „Stay Hungry” 1986
- „Hot Love” / „Tonight” 1987

## Teledyski
- „You Can’t Stop Rock’n’Roll”
- „We’re Not Gonna Take It”
- „I Wanna Rock”
- „The Price”
- „Leader Of The Pack”
- „Be Cruel To Your School”
- „Hot Love”
- „Oh Come All Ye Faithful”
- „Heavy Metal Christmas”

## Wideografia
- Stay Hungry Tour (VHS, 1984)
- Come Out And Play (VHS, 1985)
- Live At Wacken – The Reunion (DVD, 2004)
- Twisted Sister: The Video Years (DVD, 2007)
- Twisted Sister: A Twisted Christmas Live (DVD, 2007)

## Nagrody i wyróżnienia
| Rok  | Kategoria   | Tytułem        | Nagroda                         | Nota | Źródło |
| ---- | ----------- | -------------- | ------------------------------- | ---- | ------ |
| 2011 | Inspiration | Twisted Sister | Metal Hammer Golden Gods Awards | Laur | [ 5 ]  |